# Machimus novaescotiae
Machimus novaescotiae är en tvåvingeart som först beskrevs av Macquart 1847.  Machimus novaescotiae ingår i släktet Machimus och familjen rovflugor. Inga underarter finns listade i Catalogue of Life.